# Dům Savoyen
Dům Savoyen, dřívějšího jména Königin von England, česky Královna anglická, se nachází v Městské památkové zóně Karlových Varů, v lázeňské části města na Staré louce 327/62. Současná podoba pochází z let 1888–1889, kdy byl dům radikálně přestavěn.

## Historie
Informační dlaždice na chodníku před domem Savoyen, čp. 327, uvádí rok založení domu Rotes Kreutz – 1771 – viz fotografie. Podle jiného zdroje však na místě stával barokní dům Rotes Kreutz postavený již mezi lety 1710–1715. V roce 1735 byl v tomto domě jako lázeňský host ubytován některý z členů hraběcího rodu Baariských, jejichž erb byl na objektu ještě v roce 1756. V roce 1771 je znám první majitel domu, Anton Eberl, celní výběrčí v Karlových Varech.
Ve čtyřicátých letech 19. století se dům již jmenoval Königin von England, česky Královna anglická. V roce 1888 majitelka domu Isabella Kugler, sestra Heinricha Puppa, nechala dům radikálně přestavět. Přestavbu realizoval podle vlastního projektu Josef Waldert, karlovarský stavitel a průmyslník, který v letech 1870–1910 vybudoval významnou část Karlových Varů. Projekt i realizace výstavby byly pojaty ve stylu novorenesance. Stavba probíhala dle tehdejších zvyklostí mimo lázeňskou sezonu, tedy v zimním období 1888–1889. Dům se již jmenoval nově Savoyen.
V rozmezí let 1930–1932 zde měl sídlo řecký konzulát.

## Ze současnosti
V roce 2014 byl dům uveden v Programu regenerace Městské památkové zóny Karlovy Vary 2014–2024 v části II. (tabulková část 1–5 Přehledy) v Seznamu památkově hodnotných objektů na území MPZ Karlovy Vary a jejich aktuální stav s vyjádřením vyhovující.
V současnosti (duben 2023) je budova evidována jako bytový dům s devíti bytovými jednotkami v soukromém vlastnictví sedmi osob.

## Popis
Čtyřpodlažní dům s mansardovou nástavbou a čtyřosým uličním průčelím s dvěma menšími balkony ve druhém patře se nachází v centru lázeňské části Karlových Varů, na levém břehu řeky Teplé, na Staré louce 327/62.